# Proplastide

Plastiden

Proplastiden komen voor in de meristemen van planten en hebben een nog gering ontwikkeld binnenmembraansysteem.
Het meristeem maakt nieuwe cellen aan met daarin proplastiden. Al naargelang van de functie van de uitgroeiende cel ontwikkelen de proplastiden zich in een bepaald plastide.
Een type plastide kan afhankelijk van de omstandigheden in een ander type overgaan. Zo worden onder lichtomstandigheden uit de proplastiden chloroplasten gevormd en in het donker etioplasten. Etioplasten kunnen als ze in het licht komen weer overgaan in chloroplasten en chloroplasten als ze in het donker komen in etioplasten. De herfstkleur bij sommige bladeren ontstaat doordat de chloroplasten overgaan in chromoplasten. De herfstkleur bij vele andere  bladeren wordt echter veroorzaakt door de afbraak van het chlorophyl in de chloroplasten, waardoor aanwezige pigmenten zichtbaar worden.